# Darkness in the Light
| Críticas profissionais | Críticas profissionais |
| Avaliações da crítica  | Avaliações da crítica  |
| Fonte                  | Avaliação              |
| ---------------------- | ---------------------- |
| Metalholic             | (8.7/10)               |
| The Silver Tongue      | [ 4 ]                  |

Darkness in the Light é o quinto álbum de estúdio da banda Unearth, lançado a 5 de julho de 2011.

## Faixas
1. "Watch It Burn" — 4:06
2. "Ruination of the Lost" — 3:35
3. "Shadows In the Light" — 3:45
4. "Eyes of Black" — 3:53
5. "Last Wish" — 3:06
6. "Arise the War Cry" — 3:55
7. "Equinox" — 2:58
8. "Coming of the Dark" — 3:07
9. "The Fallen" — 3:35
10. "Overcome" — 3:11
11. "Disillusion" — 3:37

## Desempenho nas paradas musicais
| Parada musical (2011)               | Posição |
| ----------------------------------- | ------- |
| Estados Unidos - Hard Rock Albums   | 7       |
| Estados Unidos - Independent Albums | 14      |
| Estados Unidos - Billboard 200      | 72      |

## Créditos[2]
- John Maggard — Baixo, vocal de apoio
- Justin Foley — Bateria
- Trevor Phipps — Vocal
- Buz McGrath — Guitarra
- Ken Susi — Guitarra